# Fuente de Leganitos

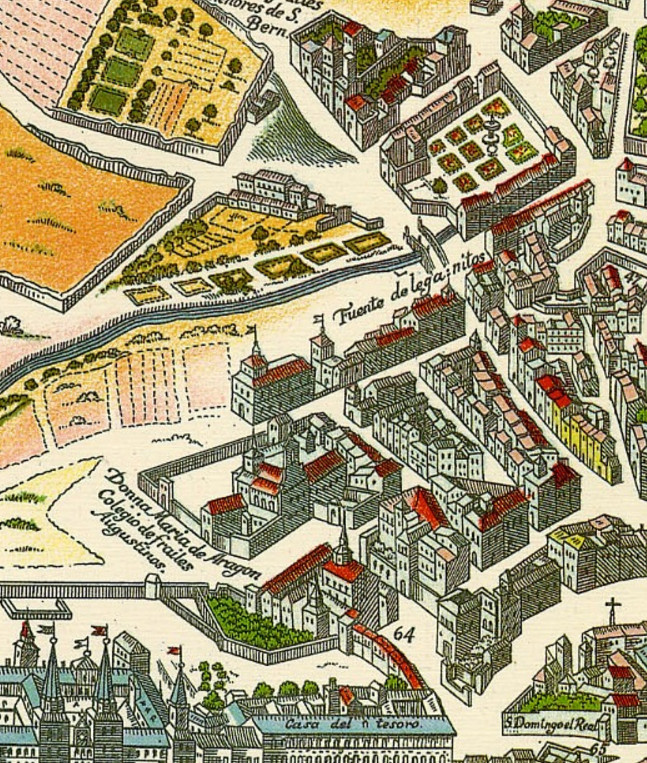
Detalle del plano de Mancelli, de Madrid en la primera mitad del siglo xvii. En un jardín cerrado aparece dibujada la fuente que surte al arroyo de su nombre.

La fuente de Leganitos, fue una fuente de la ciudad de Madrid que entre los siglos xvii y xix, alimentó el primitivo arroyo de Leganitos de cuyo acuífero tomó su nombre, (de supuesto origen árabe). Aparece dibujada en los planos de Mancelli (ca.1630) y Teixeira (1656). Fue alabada por Jerónimo de la Quintana, e inmortalizada por Miguel del Cervantes en Don Quijote de la Mancha.

## Historia
El arroyo Leganitos, aparece documentado ya en el periodo del Madrid musulmán, como una cárcava o avenida fluvial que corría por el lado de poniente del cerro donde el emir Muhammad I levantó su fortaleza militar, en el lugar que se cree que hoy ocupa el Palacio Real.
Ese paisaje, apenas modificado en su esencial orografía, quedaría denominado con un conjunto de espacios y elementos que llevan el término topográfico de Leganitos. Pedro de Répide, en su relato histórico de la calle de Leganitos, la describe como «terreno de torrentera y áspera pendiente que al llegar a lo que hoy es la plaza de España (el prado y fuente de Leganitos de que hablan nuestros clásicos), se quebraba en un barranco, salvado con la alcantarilla y el puente que hubieron de ser construidos en 1618».

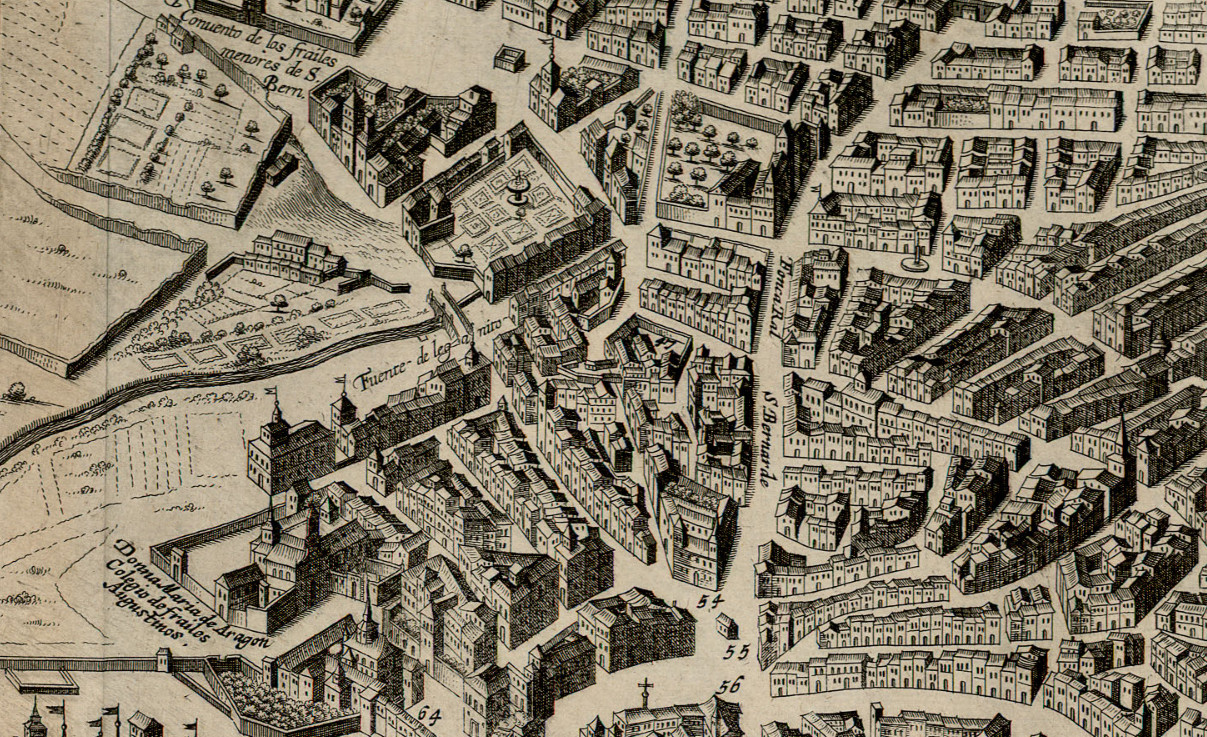
Sector occidental de la Villa de Madrid en el plano de Mancelli.

Ya en septiembre de 1580, y a causa de las torrenciales lluvias que anegaron el entonces joven “Madrid de los Austrias”, se da noticia de las reparaciones que en las fuentes del Prado de San Jerónimo, de las calles de Alcalá y Atocha, de los Caños del Peral y de Leganitos, el Consejo encomendó al Ayuntamiento de la Villa y el permiso para cobrar un impuesto «de dos maravedís en cada azumbre
(unos dos litros) de vino».
Poco después de aquello, a comienzos del siglo xvii, la fuente de Leganitos, aparece dibujada de forma esquemática en el plano de Antonio Mancelli, hacia 1623, y algunos años más tarde en el minucioso plano del cartógrafo portugués Pedro Teixeira –la rotulada con el número 36 en la lámina 8, según Guerra Chavarino, y próxima a la fuente del Palo, numerada con el dígito 35 y referenciada en la cartela–, junto al barranco, un poco más abajo del Puente de Leganitos, así nombrado en el plano.
La fuente quedó descrita por el humanista del siglo xvi Juan López de Hoyos con «cinco caños de muy excelente agua con gran frescura de huertas» y muy apreciada ya por los madrileños de aquel entonces (fama y aprecio que luego sartirizará Cervantes). 
En 1623, un documento municipal que la sitúa en el camino que va a San Bernardino (antiguo monasterio de Descalzos Franciscos), informa de que el maestro Gil González Dávila pesó sus aguas y determinó su masa en 2 libras, 5 onzas, 7 adarmes y 16 granos (dando un total traducido de 1077,12 kg).
Añade Pedro de Répide que en 1855 y durante la alcaldía del aragonés Valentín Ferraz, la fuente, muy dañada durante la guerra de la Independencia Española, fue por fin reparada con nuevos caños y un pilón doble, para abrevadero y para aguadores.

## En el Quijote
Cervantes inmortalizó la fuente de Leganitos en el episodio de la «gran aventura de la Cueva de Montesinos» de la Segunda parte de El Quijote, publicada en 1615. Llevando como guía a un primo del señor licenciado, «famoso estudiante y muy aficionado a leer libros de caballerías», y presumiendo aquel de su biblioteca, describe una especie de guía turística del parnaso español que comprende desde la Giralda hasta la fuente del Piojo. Dice así:

Otro libro tengo también, a quien he de llamar Metamorfóseos, o Ovidio español, de invención nueva y rara, porque en él, imitando a Ovidio en lo burlesco, pinto quién fue la Giralda de Sevilla y el ángel de la Madalena, quién el Caño de Vecinguerra, de Córdoba, quiénes los Toros de Guisando, la Sierra Morena, las fuentes de Leganitos y Lavapiés, de Madrid, no olvidándome de la del Piojo, de la del Caño Dorado y de la Priora; y esto, con sus alegorías, metáforas y traslaciones, de modo que alegran, suspenden y enseñan a un mismo punto.
Miguel de CervantesDon Quijote de la Mancha (capítulo 22 de la Segunda Parte) 

## En Mesonero

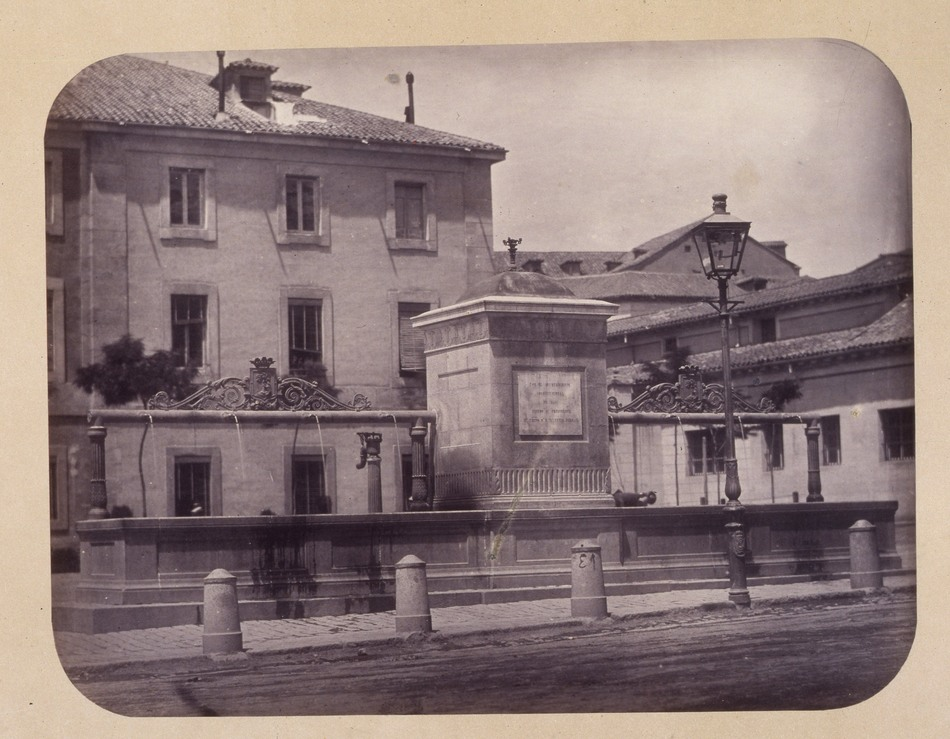
Aspecto de la fuente de Leganitos en la desaparecida plazuela de San Marcial, en una foto de Alfonso Begué, en 1864.

Mesonero Romanos, Cronista Mayor y Decano de Madrid, también describe la fuente de Leganitos, cuando en sus Paseos histórico-anecdóticos por las calles y casas de esta villa (El antiguo Madrid), publicado en 1861, habla de 

...la frecuencia de las fuentes, que admira ver en una salida que llaman el Prado de San Jerónimo ocho fuentes de muy excelente agua, y ellas en sí bien pulidas y fabricadas, con ornato de grandes arboledas y huertas de mucha recreación. Dejo otras, de la salida que llaman de Leganitos, donde hay cinco caños de muy excelente agua, con gran frescura de huertas, y los caños que llaman del agua de Lavapiés, la cual dicen que sana la enfermedad de la piedra y la deshace. Y no son de callar las dos fuentes santas: la primera, la que hizo el bienaventurado Santo Domingo, en el año del Señor de 1218, de la cual llenan por devoción para muchas enfermedades incurables, y de la fuente de San Isidro, en la cual ha habido muchos milagros, como parecen en su vida, en la cual están historiados, que son muchos los que Nuestro Señor en esta fuente ha hecho, y muy notables.